# Шахта «Україна» (Перевальськ)
ДП «Шахта «Україна» (на стадії ліквідації). 
Стала до ладу у 1935 р. звиробничою потужністю 700 тис. т/рік. Фактичний видобуток 2067 т/добу (1988). Небезпечна за раптовими викидами вугілля і газу,  вибуховістю вугільного пилу. Відпрацьовувала пласти l1', k1в
7, k1н
7, k5 потужністю 0,45-0,95 м, кут падіння 3-12о. 
Адреса: 94301, вул. Охотська, м. Перевальськ, Луганської обл.